# Diademichthys lineatus
Diademichthys lineatus är en fiskart som först beskrevs av Sauvage, 1883.  Diademichthys lineatus ingår i släktet Diademichthys och familjen dubbelsugarfiskar. Inga underarter finns listade i Catalogue of Life.